# Thomas Delahaye
Thomas Delahaye (Ukkel, 4 april 1943 - 11 januari 2001) was een Belgisch volksvertegenwoordiger.

## Levensloop
Delahaye was advocaat bij het Hof van Cassatie.
In 1979 werd hij Nederlandstalig covoorzitter van de RAD, nadat hij eerst voorzitter was geweest van de Radikale Partij, een hoofdzakelijk Vlaamse, kleine partij.
Van 1981 tot 1985 zetelde hij voor RAD-UDRT in de Kamer van volksvertegenwoordigers namens het arrondissement Brussel. In de periode december 1981-oktober 1985 had hij als gevolg van het toen bestaande dubbelmandaat ook zitting in de Vlaamse Raad. De Vlaamse Raad was vanaf 21 oktober 1980 de opvolger van de Cultuurraad voor de Nederlandse Cultuurgemeenschap, die op 7 december 1971 werd geïnstalleerd, en was de voorloper van het huidige Vlaams Parlement. In 1984 werd hij covoorzitter van de partij.
In 1985 stapte hij over naar de PVV na de vaststelling dat hij het grondig oneens was met de partijvoorzitter Hendrick.